# Beschavingsstaat

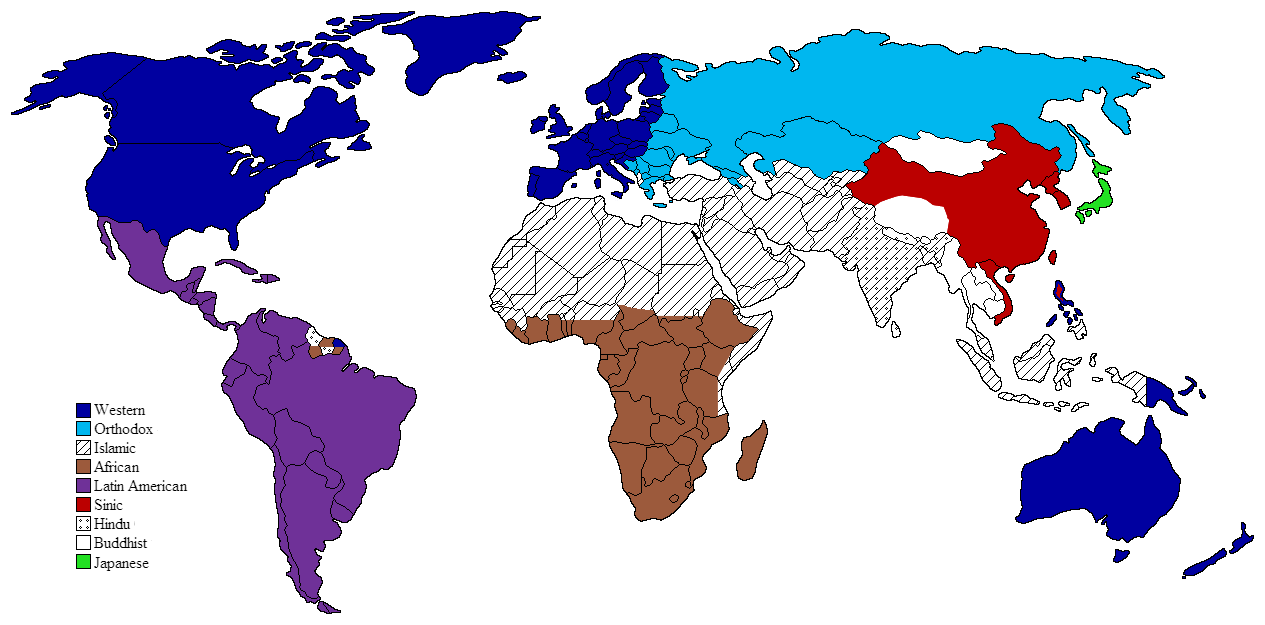
Kaart gebaseerd op Huntingtons "Botsende beschavingen". Westers, Latijns-Amerikaans, Japans, Chinees, hindoestaans, islamitisch, orthodox, Afrikaans.

Een beschavingsstaat, ook wel bekend als een civilisatiestaat, is een land dat niet alleen streeft naar de vertegenwoordiging van een historisch territorium, een etnolinguïstische groep of een bestuursorgaan, maar tevens als een unieke beschaving op zichzelf wordt beschouwd. Dit onderscheidt het van het concept van een natiestaat doordat het de dominante sociaal-politieke kenmerken van een land beschrijft als een entiteit die groter is dan slechts één enkele natie. Bij het categoriseren van staten als beschavingsstaten ligt vaak de nadruk op de historische continuïteit en culturele samenhang van een land in een uitgestrekt geografisch gebied. Hoewel de term voor het eerst werd geïntroduceerd in de jaren negentig om China te beschrijven, is deze ook toegepast op landen zoals Egypte, Rusland, India, Turkije, Iran en de Verenigde Staten. De term is sinds 2018 gepopulariseerd door Bruno Maçães in een reeks essays.

## China als beschavingsstaat
De term 'beschavingsstaat' werd voor het eerst gemunt door de Amerikaanse politicoloog Lucian Pye in 1990 om China te beschrijven als een land met een duidelijk sociaal-politiek karakter, in plaats van het te categoriseren als een natiestaat volgens het Europese model. Het gebruik van deze term suggereert dat China eerder een 'imperiumstaat' is, met een eigen unieke politieke traditie en bestuursstructuur. Voorstanders betoogden dat het natiestaatmodel niet adequaat de ontwikkeling van de Chinese staat kon verklaren. Zij zien China als een bijzondere historische en culturele eenheid, voortgekomen uit een voortdurend proces van culturele vermenging.
Het begrip werd verder verspreid door het werk van de Britse politicoloog Martin Jacques in zijn boek When China Rules the World. Volgens Li Xing en Timothy M. Shaw is het cruciale element in de analyse van China als beschavingsstaat de opvatting dat de Chinese staat haar legitimiteit ontleent aan het voortzetten van een sociaal-politieke orde waarin de staat als natuurlijke autoriteit over haar onderdanen wordt beschouwd, en als 'bewaker' van zowel haar burgers als hun samenleving. Dit staat in schril contrast met het Westfaalse natiestaatmodel.
Sommige geleerden stellen dat de voornaamste kenmerken van een beschavingsstaat liggen in het behoud van een ethos van culturele eenheid, ondanks aanzienlijke culturele diversiteit over eeuwen en grote geografische afstanden. Er wordt specifiek gewezen op de langdurige relevantie van het Chinese schrift en het unieke, onveranderlijke verbonden zijn van China met haar verleden. Anderen, zoals Guang Xia, betwisten het idee van de unieke aard van een Chinese beschavingsstaat. Xia benadrukt het belang van het discours tussen beschaving en staat in Chinastudies als een waardevolle ontwikkeling, omdat dit de mogelijkheid biedt om eigenschappen van de moderne Chinese staat in hun historische context te analyseren. Niettemin concludeert Xia dat alle beschavingen zich uiteindelijk opnieuw moeten definiëren in het licht van hun geschiedenis, en dat het een vergissing is om China als een statische entiteit te beschouwen of om het land te presenteren als meer verankerd in haar verleden dan de rest van de wereld.

## Andere voorgestelde beschavingsstaten

### Egypte
Egypte vormt een treffend voorbeeld van een beschavingsstaat, waarin een continue historische en culturele identiteit en traditie een brug slaan tussen het oude Egypte en het hedendaagse Egypte met zijn islamitische kenmerken. Dit staat in scherp contrast met de wereldwijde culturele dominantie van het Westen.

### Indië
India wordt vaak aangehaald als een illustratie van een beschavingsstaat, waarbij politieke analisten betogen dat de gedeelde Indiase identiteit teruggaat tot vóór de periode van Britse kolonisatie en islamitische invasies.

### Rusland
De regering van Vladimir Poetin heeft op bepaalde momenten de retoriek aangenomen waarin Rusland wordt voorgesteld als een distinctieve Euraziatische beschavingsstaat.

## Kritiek
In een artikel uit 2019 betoogde de Britse journalist Gideon Rachman dat het idee van een beschavingsstaat botst met hedendaagse opvattingen over universele mensenrechten en gedeelde democratische standaarden. Het is inherent uitsluitend ten opzichte van minderheidsgroepen die niet alle kenmerken delen die een beschaving definiëren, zoals bijvoorbeeld een andere religie.